# ورد جوري (مسلسل)
ورد جوري مسلسل لبناني درامي اجتماعي عرض في شهر رمضان 2017

## قصة العمل
جوري فتاة من عائلتة متواضعة متوسّطة الحال من تعيش مع والديها وشقيقها «ماجد»، وشقيقتها الصغرى «روان». تعمل مدرّسة اللغة العربيّة فتاة لبنانية جميلة، مثقفة، ومهذّبة. تعيش قصّة حبّ مع أستاذ التاريخ «وليد»، كما تستعد لافتتاح محل لبيع الورود، تُطلق عليه اسم «ورد جوري»، وفي أمسية سعيدة، وبينما كانت العائلة تستعدّ للاحتفال بدخول «روان» ابنة السبعة عشر ربيعاً إلى الجامعة، للتخصّص في طبّ الأطفال، تقع مصيبة كبيرة على تلك العائلة التي كانت تعيش بسلام، فتُفكّك أفرادها وتَكشِف الكثير من خبايا المجتمع اللبناني بِزيف بعض نماذجه، وحتّى بعض عاداته، تقاليده، وقوانينه.
تتحوّل حياة «جوري» و«روان» وباقي أفراد العائلة بعد المصيبة التي حلت بهم وعلاقة «ميرنا» الأرملة والجارة التي تعيش مع ولديها، وتُحبّ مهندساً وسيماً يُدعى «مالك» تتطور إلى حوادث عنف وانتقام تنتهي بسجن روي وانتحاره واصابت ميرنا بالجنون وزواج مالك وجوري 

## الممثلون
- نادين الراسي (جوري)
- عمار شلق (مالك)
- رولا حمادة (ميرنا)
- ستيفاني عطالله (روان)[3]
- رودريغ سليمان (وليد)
- غابريال يمين (برهوم)
- كارلا بطرس (سمارة)
- جان دكاش (ماجد)
- محمود كركي (عبد الله)[4]
- طوني عاد
- أسعد رشدان
- ريموند عازار
- جاد أبو علي
- إدوار الهاشم